# Pachydissus vicarius
Pachydissus vicarius es una especie de escarabajo longicornio del género Pachydissus, tribu Cerambycini, subfamilia Cerambycinae. Fue descrita científicamente por Aurivillius en 1907.

## Descripción
Mide 23-30 milímetros de longitud.

## Distribución
Se distribuye por Camerún, Gabón y República Democrática del Congo.